# كارول بيك
كارول بيك (ولد في 3 أبريل 1982، في زفولين، سلوفاكيا). هو لاعب كرة مضرب محترف.